# Paraná (football)
Ademir de Barros, plus connu sous le nom de Paraná, né le 21 mars 1942 à Cambará au Brésil, est un joueur de football international brésilien, qui évoluait au poste de milieu de terrain.

## Biographie

### Carrière en club
Avec le club du São Paulo FC, il remporte deux championnats de São Paulo.

### Carrière en sélection
Avec l'équipe du Brésil, il joue 9 matchs et inscrit un but entre 1965 et 1966. 
Il figure dans le groupe des sélectionnés lors de la Coupe du monde de 1966. Lors du mondial organisé en Angleterre, il joue un match contre le Portugal.

## Palmarès
São Paulo
- Championnat du Brésil :
  - Vice-champion : 1971, 1973.

- Championnat de São Paulo (2) :
  - Champion : 1970 et 1971.